# Temporada de furacões no Pacífico de 1992
A temporada de furacões no Pacífico de 1992 é considerado como a temporada mais hiperactiva na história do Pacífico Oriental e é a segunda temporada mais cara da história na bacia. Esta temporada também produziu vinte e sete tempestades nomeadas que rompeu o recorde ao esgotar as listas de nomes, vinte e quatro ciclones se desenvolveram dentro do área de responsabilidade do Centro Nacional de Furacões (NHC), que se encontra ao leste de 140°W. Na estimativa formaram-se 27 tempestades nomeadas, 16 furacões que rompeu o recorde que foram empatados das temporadas de 1990, 2014 e 2015. Também rompeu um recorde de 10 furacões maiores (categoria 3 a maior da Escala de furacões de Saffir-Simpson) também ultrapassou o recorde da ano de 2015 tendo 11 furacões maiores. Esta temporada teve o mais alto da Energia ciclônica acumulada de qualquer temporada no registo, com um valor total de 295.492 considerado como a temporada mais intensa da história até 2018.
A temporada iniciou oficialmente iniciou a 15 de maio no Pacífico oriental e iniciou 1 de junho no Pacífico central, estes finalizarão a 30 de novembro de 1992 em ambas zonas. Estas datas convencionalmente delimitam durante o período da cada ano quando a maior parte de ciclones tropicais se formam no oceano Pacífico. No entanto, a formação de ciclones tropicais é possível em qualquer momento do ano.
O ciclone tropical mais forte da temporada foi o furacão Tina, que atingiu a categoria 4 na Escala de furacões de Saffir-Simpson no Oceano Pacífico oriental e também foi o furacão mais longeva do Pacífico nesse momento. A tempestade mais mortífera e cara da temporada foi o furacão Iniki, que matou a seis pessoas após golpear a Havaí e que causou $1.80 bilhões (USD 1992) em danos ocasionas nessa ilha, considerada como o furacão mais cara da história nessa região.
A atividade dos ciclones tropicais começou a 28 de janeiro quando a furacão Ekeka se formou na costa do Havaí como categoria 3. Não se formaram tempestades no mês de maio após seu início da temporada, ainda que a temporada se activou em julho, quando se desenvolveram seis tempestades, incluindo os furacões Estelle e Frank, que atingiram com o status de categoria 4.. Durante o mês de agosto, os furacões Iniki e Tina formaram-se, bem como outras quatro tempestades. Setembro foi um mês relativamente mais intenso com cinco tempestades, das quais uma foi furacão Iniki. Cinco tempestades desenvolveram-se em outubro, incluindo o furacão Winifred.

## Previsões
| Recorde                     | Recorde                     | Tempestades nomeadas | Furacões | Furacões maiores | Ref |
| --------------------------- | --------------------------- | -------------------- | -------- | ---------------- | --- |
| Média                       | Média                       | 16                   | 10       | 6                |     |
| Recorde de atividade alta:  | Recorde de atividade alta:  | 1992: 27             | 2015: 16 | 2015: 11         |     |
| Recorde de atividade baixa: | Recorde de atividade baixa: | 2010: 8              | 2010: 3  | 2003: 0          |     |
| Data                        | Fonte                       | Tempestades nomeadas | Furacões | Furacões maiores | Ref |
| 27 de maio de 1992          | NOAA                        | 12–16                | 6–8      | 1–3              |     |
| 28 de julho de 1992         | NOAA                        | 16                   | 10       | 7                |     |
| 1 de setembro de 1992       | NOAA                        | 21                   | 15       | 9                |     |
| Área                        | Área                        | Tempestades nomeadas | Furacões | Furacões maiores | Ref |
| Atividade atual:            | EPAC                        | 24                   | 14       | 8                |     |
| Atividade atual:            | CPAC                        | 3                    | 2        | 2                |     |
| Atividade atual:            | Atividade atual:            | 27                   | 16       | 10               |     |

A 27 de maio de 1992, o CPC da Administração Oceânica e Atmosférica Nacional (NOAA) publicou as suas previsões para as temporadas de furacões no Atlântico e no Pacífico do ano de 1992. Esperava-se que a temporada do Pacífico estivesse bloqueada pelo ciclo de décadas de duração que começou em 1995, que geralmente aumentou o cisalhamento do vento através da bacia. A NOAA previu um nível de atividade por abaixo do normal no Pacífico oriental, com 12-16 tempestades nomeadas, das quais se esperava que 6-8 se convertessem em furacões, e 1-3 que se espera que se convertam em furacões maiores.

### Previsões por pré-temporada
A 28 de julho de 1992, a NOAA atualizou o previsão com um nível de atividade próxima do normal no Pacífico oriental, com 16 tempestades nomeadas, das quais se esperava que 10 se convertessem em furacões, e 6 que se espera que se convertam em furacões maiores. Em 1 de setembro de 1992, a NOAA atualizou de novo o previsão um nível de atividade hiperactividade no Pacífico oriental, com 21 tempestades nomeadas, das quais se esperava que 15 se convertessem em furacões, e 10 que se espera que se convertam em furacões maiores. Que considera como a temporada extremamente ativa.
A área de responsabilidade do Centro de Furacões do Pacífico Central também se espera que seja inferior à média, com só dois ou três ciclones tropicais que se espera formar ou cruzar na zona. Esperavam que os fenómenos de El Niño ou La Niña afectassem significativamente as condições. A 15 de maio, a temporada de furacões começou na bacia do Pacífico Oriental, que é a área do norte do Oceano Pacífico ao leste de 140°W. A 1 de junho, a temporada começou na zona de alerta do Pacífico Central (entre 140°W e a linha internacional de data); no entanto, não ocorreram tempestades na região até ao mês de julho.

## Resumo da temporada
| Temporadas de furacões mais intensos                              | Temporadas de furacões mais intensos | Temporadas de furacões mais intensos |
| Posição                                                           | Temporada                            | ECA                                  |
| ----------------------------------------------------------------- | ------------------------------------ | ------------------------------------ |
| 1                                                                 | 2018                                 | 317                                  |
| 2                                                                 | 1992                                 | 295                                  |
| 3                                                                 | 2015                                 | 287                                  |
| 4                                                                 | 1990                                 | 245                                  |
| 5                                                                 | 1978                                 | 207                                  |
| 6                                                                 | 1983                                 | 206                                  |
| 7                                                                 | 1993                                 | 201                                  |
| 8                                                                 | 2014                                 | 199                                  |
| 9                                                                 | 1984                                 | 193                                  |
| 10                                                                | 1985                                 | 192                                  |
| Referência geral dos ventos utilizados para calcular o ECA total: |                                      |                                      |

A temporada iniciou oficialmente iniciou a 15 de maio no Pacífico oriental e iniciou 1 de junho no Pacífico central, estes finalizarão a 30 de novembro de 1992 em ambas zonas. Estas datas convencionalmente delimitam durante o período da cada ano quando a maior parte de ciclones tropicais se formam no oceano Pacífico. No entanto, a formação de ciclones tropicais é possível em qualquer momento do ano. No entanto, a temporada superou amplamente estes limites, já que os efeitos climatológicos, incluído um fenómeno El Niño, causaram a formação do furacão Ekeka a 26 de janeiro. Também é a única vez que se formaram ciclones múltiplos antes de que começasse a temporada.
Durante a temporada, formaram-se vinte e sete ciclones tropicais no Pacífico oriental (ao leste da longitude 140°W), e vinte e quatro se desenvolveram mais e converteram-se em tempestades tropicais. Ambas cifras constituem registos na bacia, já que a temporada de 1992 superou a temporada com a maior quantidade de ciclones tropicais (1982, 26) e a temporada com as tempestades mais nomeadas (2014, 22). Destes, catorze atingiram a força de furacão e oito se converteram em furacões-tempestades maiores que atingem a categoria 3 ou superior na escala de furacões de Saffir-Simpson.
Esta temporada teve cinco tempestades que atingiram uma intensidade de tempestade tropical ou mais alta no mês de outubro, o único momento que sucedeu nesta bacia. Ademais, os furacões ou tempestades tropicais Winifred através de Zeke são as primeiras tempestades nomeadas do vigésimo primeiro ao vigésimo quarto numa temporada no Pacífico Oriental.
O Pacífico Central (entre 140°W e a Linha internacional de mudança de data) observou níveis de atividade similares. Onze ciclones tropicais foram rastreados pelo Centro de Furacões do Pacífico Central durante toda a temporada de furacões. Deles, oito se desenvolveram no Pacífico Oriental e cruzaram ao Pacífico Central, e três se formaram dentro da bacia. Dois das tempestades fortaleceram-se a um estado de furacão maior dentro dos limites do Pacífico Central.
Uma das tempestades cruzadas, Iniki, cruzou a bacia como uma depressão tropical, fortaleceu-se a um furacão de categoria 4 e tocou terra no Havaí, convertendo-swe no furacão mais destrutivo na história do estado.

### Energia ciclônica acumulada (ECA)
O índice de Energia ciclônica acumulada (ECA) para a temporada de furacões no Pacífico de 1992 ao todo foi 295.492 unidades (262.152 unidades no Pacífico Oriental e 33.34 unidades no Pacífico Central). Esta temporada teve o mais alto da Energia ciclônica acumulada de qualquer temporada no registo, com um valor total de 295.492. As temporadas de 2015 e 1990 também têm um índice extremamente alto. No entanto, a temporada de 2015 teve um índice de 286.203, que é 9 unidades abaixo de 1992 e é o segundo mais alto dentro da bacia, enquanto o 1990 tinha um índice de 245 e é o terceiro mais alto.

## Sistemas

### Furacão Ekeka
Durante a temporada El Niño de 1991-1992, como é típico com outros eventos similares, o canal do monção se estendeu para o norte central do Oceano Pacífico, que é o água entre a linha de data internacional e 140°W. Ao mesmo tempo, as temperaturas da superfície do mar cerca do equador foram anómalas e os valores de cisalhamento do vento foram baixos. A fins de janeiro, uma grande área de convecção persistiu durante vários dias cerca do lado norte do equador. A 23 de janeiro, vários barcos informaram chuvascos e fortes ventos do sudoeste na região. O Centro de Furacões do Pacífico Central (CPHC) começou a prognosticar o sistema a 26 de janeiro. enquanto encontrava-se a umas 1,530 km (950 mi) ao sul de Ka Lae, o ponto mais ao sul do Havaí. A perturbação organizou-se ainda mais à medida que avançava para o oeste, e a 28 de janeiro se converteu em depressão tropical Um-C, localizada a uma curta distância ao norte de Kiritimati e ao leste de Tabuaeran.
Com condições favoráveis, a depressão intensificou-se rapidamente numa tempestade tropical; ao fazê-lo, foi nomeado Ekeka pelo Centro de Furacões do Pacífico Central, que é havaiano para Edgar. Ekeka continuou intensificando-se gradualmente enquanto movia-se lentamente para o oeste-noroeste, e atingiu o estado de furacão a 30 de janeiro a uns 160 km (100 mi) ao noroeste do atol Palmyra. A 2 de fevereiro, o furacão atingiu ventos máximos de 185 km/h (115 mph), o que converteu a Ekeka num furacão maior como um furacão de categoria 3 na escala de furacões de Saffir-Simpson.
Posteriormente, começou a debilitar devido ao aumento da cisalhamento do vento, e ao mesmo tempo seu movimento para diante aumentou à medida que a crista subtropical fortaleceu-se ao norte do furacão. Uma grande depressão nos Alísios aumentou a cisalhamento do vento, o que debilitou a Ekeka a uma tempestade tropical cedo a 3 de fevereiro. Mais tarde nesse dia, cruzou a Linha internacional de mudança de data para o Oceano Pacífico ocidental; tanto do Joint Typhoon Warning Center (JTWC) e a Agência Meteorológica do Japão (JMA) avaliaram os ventos da tempestade a 80 km/h (50 mph). Pouco antes disso, a JMA avaliou a pressão como 985 mbar, que é a mínima pressão central mínima conhecida sócia com a tempestade; o Centro de Furacões do Pacífico Central não incluiu pressão em seu relatório de fim de ano.
A tempestade tropical Ekeka continuou debilitando-se, degradando ao estado de depressão tropical para 4 de fevereiro. A depressão moveu-se rapidamente através das Ilhas Marshall, e a 6 de fevereiro voltou-se para o oeste-sudoeste. A 8 de fevereiro, a JMA declarou que Ekeka se tinha dissipado; no entanto, a JTWC continuou monitorando o sistema, com Ekeka passando acima de Chuuk como uma depressão débil. Cedo a 9 de fevereiro, o JTWC declarou que Ekeka se dissipou a aproximadamente 500 mi (800 km) ao leste-sudeste de Palaos, ou aproximadamente 500 km (310 mi) em frente à costa norte de Papua-Nova Guiné.
Não se informaram mortes em associação com Ekeka. A tempestade passou pelas Ilhas Marshall sem causar um impacto significativo. Quando Ekeka golpeou a ilha de Chuuk, se reportaram ventos de 32 km/h (20 mph). Enquanto encontrava-se no Oceano Pacífico central, Ekeka converteu-se num dos únicos três ciclones tropicais registados que se encontram dentro da Zona económica exclusiva do Atol Palmyra; Ekeka foi o único furacão dentro da área.
Ekeka era muito incomum pela sua formação no mês de janeiro. Os ciclones tropicais rara vez formam-se ao leste da linha internacional de mudança de data fora da temporada de ciclones tropicais, que começa a 15 de maio no Pacífico oriental e a 1 de junho no Pacífico central e termina a 30 de novembro em ambas regiões. Na base de dados oficial de furacões do Pacífico, Ekeka foi o segundo ciclone tropical registado em janeiro ou fevereiro no Oceano Pacífico ao leste da Linha Internacional de Data, após a tempestade tropical Winona em 1989. É o terceiro ciclone mais antigo registado na bacia, por trás do furacão Pali da ano de 2016, e o já mencionado Winona.

### Tempestade tropical Hali
A fins de março, as condições meteorológicas similares às que permitiram o desenvolvimento de Ekeka persistiram no Pacífico central. Um área de convecção organizada em depressão tropical Dois-C, justo ao norte de 5˚N, atipicamente cerca do equador e muito próxima ao sudoeste do Havaí. Movendo para o oeste-noroeste, intensificando-se numa tempestade tropical a 29 de março. Ao fazê-lo, o Centro de Furacões do Pacífico Central deu-lhe o nome de Hali. Mais tarde nesse dia, a tempestade atingiu ventos máximos de 80 km/h (50 mph), antes de que o aumento da cisalhamento do vento no sudoeste desse debilitamento. Hali foi degradado a uma depressão tropical a 30 de março, e dissipou-se pouco depois. Nunca afectou à terra.
Hali é notável por ser o único ciclone tropical conhecido do Pacífico ao leste da linha de data limite para desenvolver no mês de março.

### Tempestade tropical Agatha
A 26 de maio, uma onda tropical ou um área quasi equatorial de baixa pressão moveu-se desde a costao Centro-Americana para o este do Pacífico. Durante os dias subseguentes, o sistema produziu uma ampla área de convecção, que começou a mostrar sinais de organização a 29 de maio. Cedo a 1 de junho, a perturbação melhorou-se, e pouco depois, o Centro Nacional de Furacões (NHC) classificou-o como uma depressão tropical, enquanto se encontra a 740 km (460 mi) ao sudoeste de Acapulco. Nesse momento, a depressão manteve um bom fluxo de saída; se pronostica que fortalecer-se-á num furacão mínimo após três dias. Sobre a base de uma combinação de dados de barcos e estimativas de intensidade de Dvorak, o sistema melhorou-se a tempestade tropical que levou o nome de Agatha a 2 de junho.
Durante os primeiros dois dias de sua duração, Agatha dirigiu-se para o norte enquanto estava incorporado num profundo fluxo para o sul. A intensificação constante continuou, e a tempestade atingiu ventos de 80 km/h (50 mph) seis horas após ser melhorada à medida que acercava-se à costa do México. Na tarde de 2 de junho, o centro exibiu uma aparência alongada dentro da sua nublosidade central densa sócia, uma grande área de convecção organizada da troposfera média. Ao redor das 18:00 UTC desse mesmo dia, a tempestade atingiu o seu ponto máximo em intensidade com ventos de 110 km/h (70 mph) e uma pressão mínima de 990 mbar (hPa; 29.23 inHg). Mantendo a sua intensidade máxima durante 30 horas, Agatha desacelerou-se gradualmente à medida que passava a 160 km (100 mi) ao sudoeste da costa mexicana. Ainda que os especialistas do Centro Nacional de Furacões tinham antecipado um furacão de categoria 1 no território, a tempestade desafiou as previsões e ficou no mar. O centro da tempestade cedo definiu-se mal em imagens de satélite infravermelhas, ao mesmo tempo recorrendo para o oeste. Agatha continuou degenerando rapidamente na manhã de 4 de junho, com uma aparência irregular observada nas imagens de satélite. Às 06:00 UTC de 5 de junho, a tempestade voltou a degradar ao estado de depressão tropical antes de dissipar ao dia seguinte.
A 2 de junho, os prognosticadores do Centro Nacional de Furacões anteciparam que Agatha tocaria terra em México para perto de a força dos furacões. À luz disto, se emitiu um aviso de tempestade tropical e vigilância de furacão para a costa do Pacífico do México entre Tenexpa e Cabo Corrites ao redor das 21:00 UTC desse dia. Ademais, as fortes chuvas do sistema provocaram inquietudes sobre deslizamentos de terra e inundações repentinas. Após o giro de Agatha para o oeste a 3 de junho cedo, os relógios e as advertências se descontinuaram. Aproximadamente 1.500 pessoas evacuaram as zonas costeiras de Michoacán devido à ameaça de ventos e inundações prejudiciais. Ainda que o centro de Agatha permaneceu em alta mar, as fortes chuvas dentro das bandas exteriores de chuva do sistema impactaram o sudoeste e o centro do México. As inundações generalizadas e os deslizamentos de terra mataram dez pessoas e deixaram a milhares de pessoas sem lar. Ao longo da costa, as ondas supostamente atingiram alturas de 4.9 m (16 ft).

### Tempestade tropical Blas
Uma onda tropical atravessou a América Central durante o período da 14 de junho e a 16 de junho. O sistema ingressou à bacia do Pacífico oriental sem muita convecção. A parte norte da onda desenvolveu uma circulação nos níveis médios da atmosfera. Movendo para o oeste, as tempestades estavam organizadas. Sobre as águas marginalmente adequadas para a ciclogêneses, uma onda tropical organizada na terceira depressão da temporada a 22 de junho como a convecção profunda se desenvolveu cerca do centro. Neste momento, o sistema estava localizado a 740 km (460 mi) ao sul do extremo sul da península de Baixa Califórnia. Cedo a 23 de junho, a depressão intensificou-se em tempestade tropical que levou o nome de Blas. Ainda que a tempestade desenvolveu uma saída de nível superior e uma atividade de tempestades bem organizada.
Ainda que a tempestade estava a deslocar-se a uma superfície do mar de uma temperatura de 26 °C (78 °F), o Centro Nacional de Furacões (CNH) previu uma leve intensificação. As imagens de vapor de água também sugeriram que o forte cisalhamento do vento introduziria uma tendência ao debilitamento. Mais tarde nesse dia, Blas debilitou-se numa depressão tropical, e dissipou-se na meia-noite de 24 de junho como uma baixa remanescente. Blas nunca afectou a terra.

### Furacão Celia
Celia formou-se a partir de uma onda tropical que cruzou para a bacia do Pacífico oriental ao redor de 19 de junho. As classificações de Dvorak iniciaram-se a 1 de junho e desenvolveu-se uma circulação no dia seguinte. O sistema foi classificado como uma depressão tropical enquanto se encontrava a 270 km (170 mi) ao oeste da Guatemala segundo os relatórios dos navios. Ao converter-se num ciclone tropical, a tempestade formou-se mais ao leste que a maioria dos furacões do Pacífico devido ao pouco cisalhamento do vento e a temperatura quente da superfície do mar para perto de América Central. Devido a estas condições, os meteorólogos do Centro Nacional de Furacões esperavam uma intensificação constante. Ainda que a tempestade foi inicialmente desigual através de imagens de satélite do tempo a tempestade intensificou-se na tempestade tropical Celia às 18:00 UTC de 23 de junho já que as características de centro melhoraram. As características de bandas continuaram melhorando e para a noite de 24 de junho, Celia tinha desenvolvido uma grande área de convecção cerca do centro, e o Centro Nacional de Furacões revalidou a intensidade a 105 km/h (65 mph). Nesse momento, a agência assinalou que Celia tinha o potencial de converter num furacão em qualquer momento. Ademais, se previu que a tempestade converter-se-ia num furacão moderado de categoria 2 na escala de furacões de Saffir-Simpson.
Várias horas mais tarde, Celia atualizou-se a um furacão segundo as estimativas de intensidade através da técnica Dvorak. A taxa de intensificação de Celia acelerou-se e experimentou um período de rápido aprofundamento. Durante a noite, a tempestade desenvolveu uma excelente saída de nível superior e nuvens muito frias. A última hora de 25 de junho, apareceu um olho e o Centro Nacional de Furacões classificou a tempestade como um forte furacão de categoria 1. Ao meio dia de 26 de junho, Celia intensificou-se e converteu-se num furacão de categoria 2. Cedo desenvolveu-se um olho bem definido, e a tempestade mais tarde nesse dia intensificou-se num furacão de categoria 3. A princípios de 27 de junho, Celia converteu-se num furacão de categoria 4 com ventos de 233 km/h (145 mph) e uma pressão mínima de 935 mbar (27,61 inHg). Celia manteve a intensidade de categoria 4 durante aproximadamente 24 horas e depois começou a debilitar-se gradualmente.
A última hora de 28 de junho, o olho voltou-se algo desigual. Celia fluctuou em intensidade durante os seguintes dias. Dezoito horas depois às 00:00 UTC de 29 de junho, movendo para o oeste a um ritmo instável, Celia debilitou-se com os ventos máximos de 137 km/h (85 mph). Isto o converteu num furacão de categoria 1. O sistema voltou-se a intensificar brevemente num furacão moderado de categoria 2, mas mais tarde retomou a tendência de debilitamento. Celia debilitou por abaixo do estado de furacão às 00:00 UTC de 2 de julho. Para o noroeste, o ciclone tropical debilitou-se ao estado de depressão tropical no dia seguinte. A partir de então, todo o que ficava de Celia era um redemoinho de nuvens de baixa convecção de baixo a médio nível e se dissipou a 4 de julho.

### Furacão Darby
As origens de Darby se remontam a uma onda tropical que surgiu na costa africana a 19 de junho. A onda rastreou para o oeste através do Oceano Atlântico sem maior desenvolvimento, finalmente passando sobre o Mar do Caribe e rastreou a México. A onda chegou ao Pacífico de 29 de junho, quando a sua organização começou a melhorar. O sistema foi designado a depressão tropical Cinco-E a 2 de julho enquanto deslocava-se ao sudoeste enquanto continuava organizando-se. A 4 de julho, a depressão atingiu o estado de tempestade tropical e chamou-se Darby. A tempestade tropical intensificou-se a um estado de furacão quando roçou o extremo sul de Baixa Califórnia. Ainda que a tempestade permaneceu longe da costa, continha uma grande circulação que produzia ventos de força de tempestade tropical que se estendiam até 480 km (300 milhas) do centro. Quando Darby passou, a ilha Socorro registou uma pressão mínima de 974 mbar (hPa; 28.70 inHg). Depois, a tempestade atingiu a sua intensidade máxima de 968 mbar (hPa; 28.58 inHg) antes de começar a debilitar devido às águas mais frias.
O furacão, agora como um furacão de categoria 2 na escala de furacões de Saffir-Simpson, se movia para o noroeste para perto de 32 km/h (20 mph). Darby continuou numa rota noroeste quando se afastou de Baixa Califórnia a 6 de julho. À medida que a tempestade avançava sobre águas mais frias, a convecção profunda diminuiu, e Darby foi degradado a uma tempestade tropical a 7 de julho. Darby, que agora está a perder características tropicais, foi degradado a uma depressão tropical a 9 de julho. Darby cedo dissipou-se e mudou-se ao sudoeste dos Estados Unidos produzindo chuvas ligeiras. Para a 10 de julho, Darby tinha perdido todas as suas características tropicais. À medida que a baixa pressão remanescente serpenteava ao longo do sudoeste dos Estados Unidos, moveu-se para o norte, e seguiu para a costa da Califórnia, onde persistiu como um remanescente baixo e produziu atividade de chuva em partes da Califórnia.
Ainda que Darby permaneceu longe da costa, o grande tamanho da circulação do furacão levou ao governo do México a emitir alertas de número de tempestades tropicais tropicais para o extremo sul de Baixa Califórnia. A Guarda Costeira dos Estados Unidos informou sobre dois acidentes separados em navios em Los Angeles, que estavam directamente relacionados com Darby. O primeiro foi um barco que teve uma falha no motor em frente à costa da Califórnia. As sete pessoas a bordo abandonaram o barco e foram resgatadas.
Os efeitos de Darby foram em sua maioria menores, com três mortes reportadas por um jornal mexicano. Quatro pescadores foram reportados como desaparecidos, e em terra, 180 pequenas lojas foram danificadas ao longo do porto da cidade de Acapulco. A chuva foi principalmente ligeira, ainda que alguns lugares recolheram 130 mm (5 in). Na Califórnia, os remanescentes de Darby produziram céus nublados nos arredores da Base da Força Aérea Edwards. Isto provocou que a aterragem da nave espacial Columbia se pospusesse por um dia ao concluir o STS-50, bem como a aterragem no Centro Espacial Kennedy. Darby produzia muita humidade, nevoeiro e fortes chuvas ao redor de Los Angeles. Ao redor de 130 mm (5 in) caiu em San Diego, estabelecendo recordes diários.

### Furacão Estelle
O furacão Estelle formou-se a partir de uma onda tropical que começou a 23 de junho em frente à costa africana. Após passar sobre o norte da América Central, uma grande área de clima perturbado formou-se a uns 740 km (460 mi) ao oeste de Acapulco a 9 de julho e foi classificada como depressão tropical dois dias depois. Dezoito horas mais tarde, a depressão fortaleceu-se e converteu-se na tempestade tropical que nomeou Estelle à medida que as características de circulação aumentaram. Pouco a pouco intensificou-se, a saída da tempestade melhorou, e uma rajada de convecção profunda ocorreu sobre o centro. Cedo a 10 de julho, desenvolveu-se um olho, e com base em isto, Estelle converteu-se num furacão. Ao redor desse tempo, Estelle girou para o noroeste.
Ainda que mais tarde nesse dia o olho desaparece-se brevemente das imagens de satélite , um olho pequeno e diferente reformou-se rapidamente numa convecção muito profunda, e Estelle foi melhorada, respectivamente, num furacão de categoria 2. Mais tarde a 11 de julho, o Centro Nacional de Furacões informou que Estelle se tinha intensificado num furacão maior. Umas horas mais tarde, Estelle actualizou-se a um sistema de furacão de categoria 4 à medida que a tempestade continuava aprofundando-se rapidamente. Deslocando para o noroeste devido à interacção com um canal, Estelle começou a debilitar-se. Pela tarde, Estelle foi degradada a um furacão de categoria 3. Na meia-noite de 13 de julho, os ventos caíram por abaixo da força dos furacões, só para voltar a intensificar até um furacão maior horas depois. Estelle voltou a desenvolver rapidamente um olho bem definido e uma saída de nível superior impressionante e Estelle atingiu a sua intensidade máxima de 230 km/h (140 mph). No entanto, ao dia seguinte as tempestades elétricas ao redor do olho começaram a aquecer-se. A tempestade debilitou-se gradualmente durante os dias seguintes quando encontrou águas mais frias.
A princípios de 14 de julho, Estelle foi reclassificada como um furacão de categoria 3, e pouco depois, os ventos diminuíram por abaixo da força dos furacões a vários centos de milhas ao oeste da Península da Baixa Califórnia. Girando ao oeste sob correntes de direcção de baixo nível, Estelle debilitou-se numa tempestade tropical a 15 de julho. Debilitou-se numa tempestade tropical no dia seguinte. A 8 de julho às 08:00 UTC, a depressão tropical tinha-se dissipado a mais de 1,600 km (1,000 mi) ao oeste de Baja California Sur.

### Furacão Frank
Uma onda tropical saiu da costa de África a 1 de julho. Após chegar ao Pacífico, a 9 de julho desenvolveu um área de clima alterado em frente à costa sul do México. Continuando para o oeste, o sistema converteu-se numa depressão tropical Sete-E a 13 de julho a uns 1,060 km (660 mi) ao sul-sudeste do extremo sul da península de Baixa Califórnia. A depressão intensificou-se com temperaturas da água favoráveis e um fluxo de dada certo definido. Com base em estimativas de imagens de satélite, a depressão intensificou-se na tempestade tropical nomeada Frank a 14 de julho. Durante aproximadamente um dia, a tempestade seguiu em geral para o noroeste antes de girar para o oeste devido a uma crista de construção ao norte do sistema. Um olho desenvolveu-se dentro do cobrimento denso central, uma grande massa de convecção profunda, a última hora de 14 de julho. Expirou-se uma intensificação adicional, e se previu que Frank converter-se-ia num furacão maior dentro das 48 horas. Ao dia seguinte, Frank atingiu o estado de furacão.
Na última hora de 15 de julho, Frank passou cerca de 282 km (175 mi) ao sul da Ilha Socorro. Uma estação na ilha informou ventos de 108 km/h (67 mph), o que indicou que o furacão tinha um grande campo de vento. A intensificação lenta continuou, e Frank intensificou-se num furacão maior, ou um furacão categoria 3 na escala de furacões de Saffir-Simpson a 17 de julho. Nesse momento, o olho tinha-se tornado bem definido, e mais tarde se viu rodeado por um anel de convecção profunda. A 18 de julho, Frank atingiu a sua intensidade máxima de 233 km/h (145 mph) ao oeste-sudoeste da península de Baixa Califórnia. Para 20 de julho, os ventos caíram por abaixo da intensidade dos furacões, e pela noite, Frank era só um furacão de categoria 1.
Depois, o furacão girou para o noroeste através de temperaturas da água progressivamente mais frias, o que provocou um debilitamento. A 21 de julho, Frank foi degradado a uma tempestade tropical, após a cisalhamento do vento causou um maior debilitamento. No dia seguinte, cruzou a área de responsabilidade do Centro de Furacões do Pacífico Central, com ventos no momento do cruzamento estimaram-se a 80 km/h (50 mph). Rapidamente diminuiu a sua força, debilitou-se a uma depressão tropical a 23 de julho. Mais tarde nesse dia Frank dissipou-se a uns 1,300 km (800 mi) ao nordeste do Havaí. Nunca afectou a tocar terra neste momento.

### Furacão Georgette
Uma onda tropical saiu de África a princípios de julho e cruzou o Oceano Atlântico sem desenvolvimento. Cruzou ao Pacífico oriental a 13 de julho e organizou-se para a depressão tropical Oito-E a 14 de julho. O sistema estava localizado sobre águas quentes, e deslocando ao oeste-noroeste, a depressão tropical foi paralela à costa do México e transformou-se como a tempestade tropical  que foi nomeada Georgette a 15 de julho. Aproximadamente 18 horas mais tarde, Georgette converteu-se num furacão mínimo após a convecção profunda desenvolvida sobre o centro. Durante as suas etapas formativas, Georgette trouxe uma humidade superior à média na Califórnia. O furacão girou para o oeste devido a uma crista para o norte, mas depois retomou-se um percurso oeste-noroeste. A 18 de julho, Georgette atingiu um máximo de 180 km/h (110 mph) e uma pressão mínima de 964 mbar (hPa; 28.46 inHg), ainda que o Centro Nacional de Furacões estimou os ventos máximos operacionais de 185 km/h (115 mph).
Pouco depois do seu máximo, o olho tornou-se menos definido, só se vê intermitentemente nas imagens de satélite. Após que o cisalhamento do vento aumentou, Georgette debilitou-se durante aproximadamente dois dias, e a 20 de julho uma crista forçou o furacão para o sudoeste. Ao igual que os furacões Celia e Estelle a princípios desta temporada, Georgette re-intensificou-se uma vez que a 21 de julho se virou para o oeste e recuperou a sua intensidade máxima como furacão de categoria 2. Ainda que os meteorólogos previram que a tempestade intensificar-se-ia até converter-se num furacão maior, isto não ocorreu. Os fortes ventos do nível superior debilitaram a Georgette a uma tempestade tropical a princípios de 23 de julho. Aproximadamente 30 horas depois, debilitou-se a uma depressão tropical, desprovida de convecção profunda, e pouco depois ingressou na área de responsabilidade do Centro de Furacões do Pacífico Central. Movendo-se rapidamente para o oeste, Georgette teve dificuldades para manter uma circulação atmosférica fechada, e dissipou-se a última hora de 26 de julho. Ao redor desse tempo, o sistema estava ao sul do Havaí e trouxe consigo ventos localmente fortes de até 97 km/h (60 mph). A parte norte da Ilha Grande.
Várias trombas marinhas grandes foram avistadas cedo em 26 de julho em frente a uma praia no distrito sul de Kohala. Os restos de Georgette mais tarde produziram um clima de chuva locais em Atol Johnston. Os restos moveram-se através da Linha Internacional de Data no Pacífico ocidental a 29 de julho, e ainda era uma perturbação tropical débil quando passou da Ilha Wake no fim de mês.

### Tempestade tropical Howard
Em 26 de julho formou-se uma depressão tropical e converteu-se numa tempestade tropical débil no dia seguinte. Organizou-se de maneira constante, atingindo a sua máxima intensidade como uma forte tempestade tropical. Depois começou a debilitar-se, apesar de estar localizado sobre águas quentes. Howard dissipou-se vários dias depois sem afectar a terra.

### Tempestade tropical Isis
Isis formou-se a 28 de julho como uma depressão tropical e converteu-se numa tempestade tropical no dia seguinte. Isis atingiu o seu ponto máximo como uma forte tempestade tropical com ventos de 105 km/h (65 mph) a 30 de julho. Devido às temperaturas mais frias do mar, debilitou-se a uma depressão tropical no primeiro e dissipou-se no dia seguinte. Isis degenerou a uma ampla área de baixa pressão a 2 de agosto.

### Furacão Javier
Em 17 de julho, o Centro Nacional de Furacões (NHC) previu que uma onda tropical se formou na África Ocidental. A onda mostrou alguns sinais de organização em frente à costa ocidental da África, a maior parte da convecção dissipou-se pelo tempo que estava perto das Pequenas Antilhas. Ao redor da época em que ingressou ao Pacífico a 27 de julho, a atividade de total tempestades tropicais elétricas aumentou e se voltou mais concentrada. Para 30 de julho, as bandas nublosas começaram a organizar-se, ainda que inicialmente alongou-se. Movendo para o oeste, o sistema foi declarado como depressão tropical a 18 de julho às 18:00 UTC.
Inicialmente, a depressão desenvolveu-se lentamente e inclusive tinha incerteza sobre se tinha uma circulação atmosférica ou não. Não foi até às 12:00 UTC de 2 de agosto quando o sistema finalmente se melhorou numa tempestade tropical. Ao redor desta época, Javier girou para o oeste-noroeste, uma direcção que manteria durante dias quando uma crista ao norte do ciclone a fez girar para o oeste, e mais tarde, para o oeste-sudoeste. Pouco depois de girar para o oeste, Javier intensificou-se num furacão.
Na meia-noite de 6 de agosto, Javier tinha atingido ventos máximos de 130 km/h (80 mph). Após chegou à força dos furacões durante um dia, Javier perdeu rapidamente a convecção profunda e voltou-se muito menos organizado. Para 7 de agosto, os ventos eram de apenas de 80 km/h (50 mph). No entanto, a potencial de debilitamento diminuiu um pouco uma vez que Javier antes de mover à área de responsabilidade de Centro de Furacões do Pacífico Central a 8 de agosto. Javier continuou diminuindo em força enquanto movia-se de oeste a sudoeste. A 9 de agosto, o Centro de Furacões do Pacífico Central informou que Javier se tinha debilitado numa depressão tropical. Na meia-noite de 12 de agosto, Javier tinha-se dissipado ao sul do Havaí. Como uma depressão tropical dissipada, registaram-se algumas chuvas ao longo das ilhas hawaianas.

### Depressão tropical Doze-E
A depressão Doze-E tinha uma velocidade máxima do vento de 56 km/h (35 mph) e uma pressão de 1006 mbar (hPa; 29.71 inHg). Formou-se a 10 de agosto e dissipou-se a 13 de agosto.

### Tempestade tropical Kay
Uma depressão formou-se a 18 de agosto, e pouco depois converteu-se numa tempestade tropical e foi nomeada Kay. Kay era um sistema de vida curta e a sua intensidade máxima era de apenas 80 km/h (50 mph). No entanto, Kay era uma tempestade tropical muito pequena. Dissipou-se a 22 de agosto. Kay nunca impactou a terra.

### Furacão Lester
A depressão tropical Catorze-E formou-se a 20 de agosto a partir de uma onda tropical que começou a mostrar sinais de organização a 19 de agosto. No momento da actualização, encontrava-se a umas 443 km (275 mi) ao sul-sudoeste de Manzanillo. Pouco depois, a 20 de agosto, a depressão fortaleceu-se e organizou de maneira constante o estado das tempestades tropicais. Ao dia seguinte, Lester voltou-se para o norte. Lester intensificou-se até converter-se em furacão a 22 de agosto enquanto encontrava-se a umas 390 km (240 mi) ao oeste de La Paz. O furacão continuou organizando-se e Lester atingiu ventos máximos de 137 km/h (85 mph) a 23 de agosto antes de tocar terra como um furacão mínimo cerca de Ponta Abreojos, Baja California Sur. Após passar pelo norte do Golfo da Califórnia, fez uma segunda recalada no estado de Sonora como uma tempestade tropical.
Lester ingressou no Arizona como uma tempestade tropical a 24 de agosto, a primeira vez desde 1967 que um furacão do Pacífico ingressou nos Estados Unidos como uma tempestade tropical. A circulação de baixo nível posteriormente dissipou-se no Novo México ainda que os remanescentes fizeram a transição a um ciclone extratropical, e posteriormente fundiu-se com os remanescentes do furacão Andrew.
O furacão Lester produziu fortes chuvas no seu percurso com um pico de precipitações em Mulege. Informou-se de um grande dano por inundação ao oeste de Hermosillo. Uma grande estrada foi danificada e muitas comunidades foram destruídas. As inundações repentinas de Lester causaram que 10.000 pessoas fossem evacuadas dos as suas lares. Ademais, os deslizamentos de terra mataram a três pessoas, e deixou 5,000 pessoas sem lar. Os remanescentes de Lester produziram fortes chuvas no sudoeste dos Estados Unidos causando inundações repentinas de arroios e inundações moderadas em Denver. As nevadas da tempestade geraram problemas de tráfico em áreas montanhosas. Os remanescentes de Lester estenderam-se pelo este dos Estados Unidos, o que resultou em registos de chuva em Minnesota, Nebraska, Colorado e Dakota do Norte. Ao todo, o furacão Lester resultou em $3 milhões (1992 USD) em danos.

### Tempestade tropical Madeline
Longe no oceano aberto, em 27 de agosto uma onda tropical organizou-se na depressão tropical Quinze-E. As bandas e a convecção aumentaram, e a depressão converteu-se numa tempestade tropical no dia seguinte. O desenvolvimento continuou, e Madeline a 29 de agosto atingiu o seu ponto máximo com uma pressão mínima de 999 mbar (hPa; 29.50 inHg), e ventos de 80 km/h (50 mph). À medida que o sistema avançava para o oeste, entrou numa região de forte cisalhamento do vento e dissipou-se a 31 de agosto. O sistema nunca se acercou à terra.

### Tempestade tropical Newton
Newton foi uma tempestade bastante efémera. Formou-se a partir de uma onda tropical a 27 de agosto. Converteu-se em tempestade tropical, e foi nomeada Newton 18 horas depois e dissipou-se quatro dias depois, a 31 de agosto. Newton nunca impactou a terra.

### Furacão Orlene
A depressão tropical Dezassete-E formou-se a 2 de setembro, e intensificou-se rapidamente para uma tempestade tropical no dia seguinte, depois mais tarde nesse dia fundiu-se como um furacão de categoria 1. Foi nomeada Orlene e atingiu o estado de furacão maior de categoria 4 a 6 de setembro. O sistema manteve a intensidade durante aproximadamente um dia, com um debilitamento gradual devido ao corte sobre a área, mas o cisalhamento relaxou-se sobre o ciclone cedo em 9 de setembro, o que provocou um fortalecimento rápido. Durante o 9 de setembro ainda que deteve-se, e a tendência ao debilitamento retomou-se mais tarde nesse dia.
Orlene debilitou-se de novo a uma tempestade tropical a 10 de setembro, e finalmente a uma depressão a 12 de setembro, quase ao mesmo tempo que se transladou ao Pacífico Central. Dissipou-se dois dias mais tarde, a 14 de setembro, após tocar terra como uma depressão tropical na Ilha Grande de Havaí. Os remanescentes causaram chuvas torrenciais e arrasaram caminhos, e o dano foi mínimo, ainda que algumas áreas atingiram até 100 mm (4 in) de chuva.

### Furacão Iniki
Formou-se a 5 de setembro a uns 1,100 mi (1,700 km) ao sudoeste de Cabo San Lucas, a depressão continuou rapidamente para o oeste e manteve-se débil até 8 de setembro, quando se fortaleceu numa tempestade tropical. Tendo sido designado no Pacífico Central, à tempestade deu-se-lhe o nome de Iniki. Iniki continuou para o oeste e fortaleceu-se sobre o Pacífico Central inusualmente favorável; atingiu o estado de furacão a 9 de setembro, a cerca de 760 km (470 mi) ao sul-sudeste de Fio. A crista subtropical, que normalmente mantém aos furacões afastados das ilhas havaianas, se debilitou como se acercava ao nível superior e permitiu que Iniki vira-se para o noroeste. Com uma saída de nível superior muito favorável e temperaturas quentes da água, Iniki intensificou-se constantemente e atingiu um estado de furacão maior a 10 de setembro, enquanto ao sul-sudoeste das ilhas. Quando Iniki girou para o norte, continuou se fortalecendo, atingindo um pico de ventos máximos de 233 km/h (145 mph) a 11 de setembro, localizada a uns 270 km (170 mi) ao sul-sudoeste de Kaua'i. Continuou rapidamente para o norte-nordeste, e tocou terra como um furacão de categoria 4 na escala de furacões de Saffir-Simpson.
Após cruzar a ilha, Iniki debilitou-se rapidamente e voltou-se um ciclone extratropical a 13 de setembro a meio caminho entre Alasca e Havaí. O Centro de Furacões do Pacífico Central (CPHC) não emitiu avisos de ciclones tropicais e vigia o furacão com antecipação já que o Centro de Furacões do Pacífico Central previa que Iniki permanece-se ao sul das ilhas até 10 de setembro, menos de 24 horas antes de tocar terra. O grande campo de vento de Iniki provocou a evacuação de quase 30,000 pessoas a 110 refúgios públicos em O'ahu.
Os fortes ventos do furacão Iniki causaram grandes danos em Kaua'i. 1,421 casas foram completamente destruídas, e 63 perderam-se por causa das marés de tempestade ciclónica e a acção das ondas. Um total de 5,152 lares foram severamente danificados, enquanto 7,178 receberam danos menores. Os fortes ventos de Iniki também derrubaram cerca de 26.5% dos postes de telefone da ilha, 37% dos pólos de distribuição e o 35% de seu sistema de cabos de distribuição de 500 mi (800 km). Algumas áreas estiveram sem eletricidade durante até três meses após a tempestade. Mais de 7,000 pessoas ficaram sem lar após a passagem da tempestade. Uma pessoa morreu quando foi golpeada por escombros, enquanto outra perdeu a sua vida quando uma parte dasua casa caiu sobre ela. Em alto mar, dois humanos morreram quando o seu barco virou. Mais de 100 lesões podem-se atribuir a Iniki.
Ao passar por O'ahu, Iniki produziu marés de 5.18–0.91 m (17–3 ft) acima do normal. Períodos prolongados de ondas altas erosionaram severamente e danificaram a costa sudoeste de O'ahu. Ao todo, o furacão Iniki causou vários milhões de dólares em prejuízos à propriedade e duas mortes em O'ahu. Em geral, Iniki foi o furacão mais caro que golpeou o estado do Havaí, causando danos por $ 1.8 bilhões. Ao todo, Iniki também foi responsável por seis falecimentos totais. Durante as sequelas da tempestade, as comunidades celebravam festas para consumir necessariamente alimentos perecíveis de refrigeradores e congeladores sem alimentação. Os cidadãos de Kaua'i seguiam tendo esperanças de receber ajuda monetária do governo ou das companhias de seguros, ainda que após seis meses sentiram-se prejudicados pela falta de ajuda. ainda que o exército efectivamente proporcionou ajuda para as suas necessidades imediatas. A rádio aficionada demonstrou ser útil durante as três semanas posteriores à tempestade, com voluntários provenientes de todo o Pacífico para ajudar na recuperação.. Os operadores locais ajudaram à Cruz Vermelha Americana a proporcionar centros de ajuda em desastres em todo Kauai. Muitas companhias de seguros deixaram o Havaí após a tempestade, o que obrigou ao Havaí a lançar um Fundo de Ajuda contra os Furacões em 1993 para ajudar aos residentes do Havaí desprotegidos, mas se deteve em 2000.

### Furacão Paine
A onda tropical da qual se originou Paine se moveu da costa de África a 25 de agosto, atingindo o Caribe a 2 de setembro, e finalmente cruzou a América Central e a Península de Iucatã. A onda finalmente chegou ao Pacífico a 8 de setembro, desenvolvendo uma circulação de nível médio a uma curta distância ao sul de Manzanillo. A circulação finalmente organizou-se o suficiente como para se classificar como depressão tropical Dezanove-E cedo a 11 de setembro, um par de centenas de milhas ao sudoeste da Baixa Califórnia. A depressão continuou ao sudoeste durante os próximos dias, baixo a influência de um anticiclone de capa profunda. A depressão cedo intensificou-se na tempestade tropical que levou o nome de Paine arredor das 18:00 UTC de 11 de setembro. Pouco a pouco intensificou-se e a tempestade aproximou-se à intensidade dos furacões a primeira hora de 13 de setembro.
Depois da formação de um olho, Paine atingiu o estado de furacão. Enquanto, a tempestade atingiu a sua intensidade máxima de 121 km/h (75 mph), um nível medeio de furacão categoria 1 na escala de furacões de Saffir-Simpson. Depois, Paine reduziu a velocidade a 3.2–6.4 km/h (2–4 mph), enquanto executava um ciclo lento, errático no sentido dos ponteiros do relógio durante os seguintes três dias. O laço foi causado inicialmente por um canal que se acercava, mas mais tarde foi causado pela proximidade de Paine ao se aproximar ao furacão Roslyn desde o este.
Às 18:00 UTC de 14 de setembro, Paine debilitou-se novamente a uma tempestade tropical. Para 16 de setembro, Paine tinha-se dissipado. Os remanescentes do furacão Paine foram depois absorvidos pela maior circulação de Roslyn.

### Furacão Roslyn
Em 13 de setembro, formou-se uma onda tropical na depressão tropical Vinte-E, a uns 669 km (416 mi) ao sul da Baixa Califórnia. Apesar da desorganização inicial, o sistema desenvolveu uma característica similar ao olho no dia seguinte e chamou-se tempestade tropical que se nomeou Roslyn, a tempestade também começou a desenvolver características de anilado, concorrente com o melhor estabelecimento de fluxo de saída de nível superior. Roslyn intensificou-se rapidamente justo por abaixo do estado de furacão a 15 de setembro, mas começou uma tendência de debilitamento breve, já que passou pela estela de Paine, onde começou a se intensificar às 18:00 UTC desse dia.
Roslyn começou a interatuar com o debilitamento e o próximo Paine, com centros de ambos sistemas a só umas centenas de milhas de distância, e com esta interacção, Paine foi absorvida por Roslyn ao dia seguinte, ainda que esta fusão não afectou no mais mínimo a intensidade de Roslyn. A 18 de setembro, Roslyn teve um breve período de fortalecimento. Para 21 de setembro, a convecção profunda começou a aumentar rapidamente, seguida de um olho visível nas imagens de satélite ao dia seguinte, o que indicou que Roslyn tinha atingido a intensidade dos furacões.
O furacão atingiu um nível moderado de categoria 2 mais tarde a 22 de setembro, com uma diminuição rápida da força a partir de então. Roslyn foi degradada a uma tempestade tropical justo quando cruzava para o Pacífico Central dois dias mais tarde, e durante os dias seguintes, um vale para o oeste converteu Roslyn como uma depressão tropical para o nordeste e depois para o norte. O sistema finalmente dissipou-se a 30 de setembro, mais de duas semanas após que se formou.

### Furacão Seymour
Em 17 de setembro, uma onda tropical se melhorou numa depressão tropical. Ao dia seguinte, a depressão fortaleceu-se e converteu-se na tempestade tropical que foi nomeada Seymour a umas centenas de quilómetros ao sul do extremo sul de Baixa Califórnia, e enquanto continuava numa trajectória oeste-noroeste e noroeste, Seymour atingiu força de furacão a 19 de setembro. No entanto, o sistema cedo debilitou-se a uma tempestade tropical, devido aos efeitos de um canal que produz cisalhamento moderada e águas mais frias. Isto foi de curta duração. O distúrbio cedo moveu-se fora da área e foi substituído por uma crista subtropical, que conduziu a Seymour para o oeste, e lhe permitiu recuperar o estado de furacão a 23 de setembro, enquanto Seymour tinha desenvolvido um olho amplo e claro.
No entanto, Seymour apenas manteve a intensidade do furacão durante um curto período de tempo, e para essa noite, já se tinha debilitado a uma tempestade tropical. Após perder uma quantidade significativa de convecção profunda, debilitou-se a uma depressão dois dias depois. A depressão tropical finalmente dissipou-se em 27 de setembro. Seymour nunca afectou à terra, e não se reportaram danos ou falecimentos totais.

### Furacão Tina
Tina foi a tempestade mais forte da temporada e ameaçou terra por um tempo. Formou-se a partir de uma onda tropical a 17 de setembro. Moveu-se glacialmente para o oeste e fortaleceu-se num furacão. Um colapso numa crista e para o norte e um vale atravessou a Tina para o nordeste e para a terra, ainda se movia lentamente e desacelerava gradualmente. O canal rompeu-se e foi substituído por uma forte crista subtropical. Tina depois mudou de direcção e dirigiu-se ao mar. Intensificou-se numa furacão categoria 4 da escala de furacões de Saffir-Simpson com uma pressão central de 932 mbar (hPa; 27.51 inHg). Tina depois debilitou-se lentamente ao girar para o norte. A obstinada depressão tropical Tina dissipou-se a 11 de outubro, pouco depois de ingressar ao Pacífico central.
Devido à sua trajectória errática e lenta, Tina durou de 17 de setembro a 11 de outubro, um lapso de 24 dias. Este é o recorde para o Oceano Pacífico oriental, rompendo o recorde do este/central de 20 dias retidos pelo furacão Fico em 1978 e superando o recorde do tufão Rita no Pacífico ocidental de 1972. Foi superado só dois anos depois pelo furacão John da ano de 1994.

### Furacão Virgil
Em 1 de outubro, uma onda tropical organizada na depressão tropical Vinte e Três-E, a umas centenas de milhas ao sul da costa mexicana. Apesar da debilidade do corte sobre o sistema, converteu-se na tempestade tropical  que foi nomeada Virgil mais tarde nesse mesmo dia, se intensificando rapidamente a um furacão a 2 de outubro, quando um olho definido e bem definido apareceu nas imagens de satélite. Virgil estava originalmente numa pista noroeste lenta, mas um canal de nível médio-superior converteu o furacão para o norte a 3 de outubro. Apesar da mudança na pista, o furacão atingiu seu ponto máximo em categoria 4 quase ao mesmo tempo que mudou ao norte nesse dia.
Virgil continuou para o norte até 4 de outubro, quando girou para o noroeste e tocou terra com uma força de categoria 2, em meio entre Manzanillo e Lázaro Cárdenas, e após tocar terra, o sistema se debilitou rapidamente sobre o terreno montanhoso do México, passando ao norte de Manzanillo a última hora de 4 de outubro. Pouco depois de passar por Manzanillo, debilitou-se por abaixo da força de tempestade tropical e, a princípios de 5 de outubro, Virgil saiu ao Pacífico com uma debilitação total como uma depressão tropical, mas não se esperava regeneração, já que os fortes ventos do oeste e o estado debilitado do sistema impediram a regeneração e se dissipou pouco depois.
Como Virgil tocou terra numa zona escassamente povoada, o dano da maré de tempestade foi mínimo. O efeito principal foi a chuva intensa e as inundações, atingindo um máximo a mais de 250 mm (10 in) num único lugar.

### Furacão Winifred
Um área de clima alterado converteu-se na depressão tropical Vinte e quatro E a umas centenas de milhas ao sul de Acapulco. Ao dia seguinte, actualizou-se à tempestade tropical que nomeou Winifred quando as imagens de satélite mostraram um aumento das características de bandas convectivas arredor do centro da tempestade. Winifred foi actualizado a um furacão a 8 de outubro, depois apareceu um olho nas imagens de satélite. O furacão Winifred atingiu o nível de categoria 3 ao dia seguinte, girando para o norte-nordeste apenas horas antes de tocar terra. Inicialmente, a tempestade manteve uma grande intensidade de furacões; no entanto, o olho desapareceu horas antes de tocar terra. Segundo isto, Winifred se debilitou e se converteu num furacão de categoria 2. A 9 de outubro, tocou terra justo ao leste-sudeste de Manzanillo. No momento em que era um débil furacão de categoria 2 com ventos de 180 km/h (110 mph) e uma pressão barométrica de 975 mbar (hPa; 28,81 inHg).
Depois de tocar terra, Winifred debilitou-se rapidamente a uma depressão sobre o terreno montanhoso do México até 10 de outubro, enquanto continuava numa via nordeste e finalmente degenerando a um nível remanescente mais tarde nesse dia.
Três pessoas morreram por causa das inundações. O dano concentrou-se em Colima e Michoacán. As ondas altas inundaram partes da Estrada Federal 200 entre Zihuatanejo, Ixtapa e Lázaro Cárdenas.  A eletricidade e os sistemas de água foram eliminados em Colima. Ao redor de 84,000 ha (210,000 acres) de terras de cultivo foram danificadas. O dano total num estado estimou-se em 16,000 pesos (1992 MXP) ou $ 5 milhões (1992 USD, $ 8,53 milhões 2017 USD). O ponto máximo máximo reportado foi de 420 mm (16.7 in), registado em Lázaro Cárdenas, Michoacán. Por outra parte, Winifred forçou um fechamento temporário do porto de Acapulco.

### Tempestade tropical Xavier
Em 13 de outubro, uma onda tropical desenvolveu um visível centro de circulação de baixo nível, se convertendo em depressão tropical vinte e cinco-E mais tarde nesse dia, a várias centenas de milhas ao sul de Baixa Califórnia. O sistema atingiu rapidamente o estado de tempestade tropical, enquanto deslocava-se para o oeste a aproximadamente 23 km/h (14 mph). A 17 de outubro, Xavier dissipou-se várias centenas de milhas ao sul da ponta de Baixa Califórnia, os restos foram rastreados durante vários dias, até que se moveu fora do alcance dos satélites disponíveis.
Xavier era só o segundo sistema tropical que recebeu o nome de X na bacia do Pacífico oriental, após a tempestade Xina do ano de 1985. Xavier formou-se no mar, e portanto, não há mortes ou danos associados com ele.

### Tempestade tropical Yolanda
Em 15 de outubro formou-se uma depressão tropical a partir da onda a várias centenas de milhas ao sul de Manzanillo, e a 16 de outubro fortaleceu-se na tempestade tropical que foi nomeada Yolanda. A tempestade girou para o noroeste mais tarde nesse dia, e manteve esta rota. Yolanda atingiu um pico como uma forte tempestade tropical a 19 de outubro, mas uma forte cisalhamento do sudoeste eliminou toda a convecção profunda dentro da circulação da tempestade nesse mesmo dia, ainda que teve vários brotes ocasionais de convecção durante as seguintes 12 horas mais ou menos.
A tempestade debilitou-se a uma depressão ao dia seguinte, enquanto as correntes de direcção moveram o debilitado centro da depressão para o sudoeste e finalmente para o oeste antes de dissipar-se no Pacífico Central a 22 de outubro. Devido ao facto de que se formou no mar, não houve mortes ou danos associados com a tempestade.

### Tempestade tropical Zeke
Uma onda tropical que se identificou pela primeira vez na costa oeste da África a 6 de outubro. Inicialmente, a convecção bem organizada se associou com o sistema à medida que avançava para o oeste; no entanto, uma vez sobre o mar Mar do Caribe, a chuva e a atividade de tempestades diminuíram. Entre 21 e 23 de outubro, a onda mal definida moveu-se através da América Central e entrou no Oceano Pacífico. Durante os seguintes dias, a convecção aumentou gradualmente e o sistema organizou-se melhor. Em 25 de outubro, o Centro Nacional de Furacões (NHC) classificou-o como depressão tropical Vinte e sete-E, momento no qual a tempestade se encontrava aproximadamente a 1,296 km (805 mi) ao sul do extremo sul de Baja California Sur, México. Ao classificar-se, a depressão estava relativamente desorganizada, mas a convecção profunda tinha-se mantido cerca do centro da circulação.
Ao longo de 25 de outubro, as características de anilado desenvolveram-se e a saída de nível superior estabeleceu-se melhor. Em resposta a uma crista para o este, a depressão rastreou numa direcção geral oeste-noroeste. A intensificação foi provável já que se pronosticava que o sistema permaneceria num ambiente caracterizado por baixa cisalhamento do vento e temperaturas quentes na superfície do mar. Mais tarde nesse mesmo dia, a depressão intensificou-se na tempestade tropical que foi nomeada Zeke, sendo a vigésima quarta tempestade nomeada com recorde do ano. Às poucas horas de ser actualizar, Zeke começou a degradar-se por razões desconhecidas, com a diminuição da convecção ao redor do centro. O aumento do cisalhamento do vento do oeste, associado com um canal de nível médio a superior que se acerca à costa oeste dos Estados Unidos, mais tarde causou que o sistema se debilitasse ainda mais; no entanto, Zeke conseguiu manter a intensidade da tempestade tropical até à manhã de 27 de outubro.
Enquanto Zeke continuava sendo bloqueado por uma forte cisalhamento, gradualmente começou a girar para o norte quando o canal que o fez se debilitar se moveu mais para o este. À última hora de 27 de outubro, a convecção reestruturou-se sobre o centro de circulação, permitindo que a tempestade volte a atingir a intensidade da tempestade tropical. O fortalecimento seguiu ao passo de um canal de onda curta; no entanto, o cisalhamento sobre o sistema manteve-se forte. Apesar das condições desfavoráveis, Zeke manteve a sua intensidade, através de rajadas intermitentes de convecção, e começou a girar para o nordeste. Na última hora de 29 de outubro, uma grande explosão de convecção profunda sobre o centro da tempestade permitiu a intensificação. Ao redor deste tempo, a tempestade atingiu a sua intensidade máxima com ventos de 80 km/h (50 mph) com uma pressão barométrica de 1000 mbar (hPa; 29.53 inHg).
Não muito após atingir a sua intensidade máxima, Zeke começou a se debilitar uma vez mais devido ao aumento do cisalhamento do vento do oeste. Na madrugada de 30 de outubro, o centro de circulação ficou sem atividade de total tempestades tropicais elétricas e o sistema voltou-se para o este. Mais tarde nesse dia, Zeke debilitou-se a uma depressão tropical antes de degenerar numa baixa remanescente tipo área de baixa pressão. O Centro Nacional de Furacões continuou monitorando o redemoinho de nuvens de baixo nível associado com Zeke durante vários dias mais enquanto o sistema serpenteava várias centenas de milhas ao sul da Baja California Sur.
Em 29 de outubro, o percurso previsto para Zeke produzida pelo Centro Nacional de Furacões indicou que a tempestade passava perto da Baixa Califórnia antes de golpear a costa ocidental do México como uma depressão tropical. Em resposta a isto, o governo do México emitiu um aviso de tempestade tropical para áreas entre Cabo San Lázaro e Los Burros. Ademais, levantou-se uma alerta de tempestade tropical em áreas ao longo da parte continental do México, entre Los Mochis, Sinaloa e Porto Vallarta. Aproximadamente 24 horas após que se emitiram estes alertas, cancelaram-se quando Zeke se dissipou rapidamente em águas abertas. Ainda que o centro da tempestade nunca se moveu sobre a terra, as bandas externas do sistema trouxeram fortes chuvas locais e fortes a partes de Sinaloa e Jalisco.
Quando o Centro Nacional de Furacões melhorou a depressão tropical Vinte e sete-E à tempestade tropical Zeke a 25 de outubro, marcou a primeira vez que um nome de tempestade que começava com a letra "Z" se usou no registo na bacia. Zeke também continuou promovendo o registo de tempestades com nome numa única temporada no Pacífico oriental, sendo a vigésima quarta tempestade tropical.

### Outros sistemas
- A Depressão tropical Dois-E desenvolveu-se em 16 de junho, a uns 1,700 km (1,100 mi) ao sudoeste da cidade do México. Durante os dias seguintes, o sistema moveu-se para o noroeste, mas não se desenvolveu mais, antes de que se dissipasse a 18 de junho.
- Durante 24 de setembro, desenvolveu-se uma perturbação tropical dentro do canal área de baixa pressão, justo ao leste da Linha Internacional de Data.[125] Durante os dias seguintes, o sistema desenvolveu-se gradualmente à medida que avançava para o noroeste, antes de que o JTWC o classificasse como depressão tropical 21-W durante 26 de setembro. Posteriormente, o sistema transladou-se fora da bacia do Pacífico Central e para o Pacífico Ocidental, onde o JTWC e a Agência Meteorológica do Japão o classificaram imediatamente como uma tempestade tropical e o primeiro o nomeou Ward.[126]
- Durante 23 de outubro, desenvolveu-se uma perturbação tropical dentro do canal de área de baixa pressão a uns 830 km (515 milhas) ao sul do atol Johnston. Durante o dia seguinte, a convecção atmosférica que rodeava a circulação de baixo nível do sistema aumentou à medida que avançava para a Linha Internacional de Data. Durante 24 de outubro, foi classificado como depressão tropical 27W pelo JTWC em coordenação com o Centro de Furacões do Pacífico Central devido à sua proximidade à bacia do Pacífico Ocidental. 27W posteriormente intensificou-se gradualmente ainda mais, antes de que se classificasse como uma tempestade tropical e se chamasse Dan pelo JTWC, justo após se ter transladado à bacia do Pacífico ocidental.
- Durante novembro desenvolveu-se uma pequena perturbação tropical, dentro de uma massa de nuvens a mais de 1.000 km (620 milhas) ao sudoeste da ilha grande de Havaí. Durante os dias seguintes, o sistema moveu-se para o oeste e desenvolveu uma circulação fechada, antes de que fora designado como depressão tropical Três-C pelo Centro de Furacões do Pacífico Central durante 21 de novembro. O sistema continuou movendo para o oeste durante as próximas 24 horas, mas não se desenvolveu mais e se dissipou durante 23 de novembro.

## Lista de nomes de ciclones tropicais
| Oceano Pacífico norte oriental e central                               | Oceano Pacífico norte oriental e central                            | Oceano Pacífico norte oriental e central                                |
| ---------------------------------------------------------------------- | ------------------------------------------------------------------- | ----------------------------------------------------------------------- |
| - Agatha - Blas - Celia - Darby - Estelle - Frank - Georgette - Howard | - Isis - Javier - Kay - Lester - Madeline - Newton - Orlene - Paine | - Roslyn - Seymour - Tina - Virgil - Winifred - Xavier - Yolanda - Zeke |
| Oceano Pacífico central                                                |                                                                     |                                                                         |
| - Ekeka - Hali                                                         | - Iniki - Keoni (sem usar)                                          | - Li (sem usar) - Mele (sem usar)                                       |

Os ciclones tropicais são fenómenos que podem durar desde umas quantas horas até um par de semanas ou mais. Por isso, pode ter mais de um ciclone tropical ao mesmo tempo e numa mesma região. Os prognosticadores meteorológicos atribuem a cada ciclone tropical um nome de uma lista predeterminada, para identificá-lo mais facilmente sem confundí-lo com outros. A Organização Meteorológica Mundial (OMM) tem designado centros meteorológicos regionais especializados a efeitos de monitorar e nomear os ciclones.
As tempestades Seymour, Tina, Virgil, Winifred, Xavier, Yolanda e Zeke utilizaram-se pela primeira vez na temporada de 1992. Yolanda e Zeke foram os primeiros nomes E e Z utilizados na bacia do Pacífico. Todos os nomes na lista foram usados neste ano. Esta é a segunda vez que uma temporada de furacões no Pacífico Nordeste tem esgotado sua lista. A temporada de 1983 também usou todos os nomes na sua lista, mas a lista só foi para o nome W nesse momento. Ademais, a lista da temporada de 1985 alongou-se enquanto previa-se evitar o esgotamento.
Os seguintes nomes serão usados para os ciclones tropicais que se formem no oceano Pacífico este e central em 1992. Os nomes não usados estão marcados com cinza, e os nomes em negrito são das tempestades formadas. Os nomes retirados, em caso, serão anunciados pela Organização Meteorológica Mundial na primavera de 1993. Os nomes que não foram retirados serão usados de novo na ano do 1998. Esta é a mesma lista utilizada na ano de 1986.

### Nomes retirados
A 11 de abril de 1993, a Organização Meteorológica Mundial retirou o nome de Iniki foi retirado pelas listas dos nomes dos ciclones tropicais e não será utilizado de novo no Pacífico Central. Foi substituído por Iolana. Em 2006, o nome de Hali foi eliminado permanentemente na lista dos nomes dos ciclones tropicais e foi substituído por Hene.

## Energia ciclônica acumulada
| 1                      | 47.69 (0)     | Tina    | 2  | 32.35 (0.362) | Orlene    | 3  | 26.91 (0) | Celia   |
| 4                      | 26.44 (0.612) | Frank   | 5  | 20.83 (0)     | Georgette | 6  | 18.69 (0) | Estelle |
| 7                      | 0 (16.46)     | Iniki   | 8  | 13.70 (1.58)  | Roslyn    | 9  | 0 (13.69) | Ekeka   |
| 10                     | 11.51 (0)     | Darby   | 11 | 9.75 (0)      | Seymour   | 12 | 7.98 (0)  | Virgil  |
| 13                     | 7.50 (0)      | Javier  | 14 | 6.04 (0)      | Winifred  | 15 | 5.57 (0)  | Paine   |
| 16                     | 4.03 (0)      | Yolanda | 17 | 3.87 (0)      | Lester    | 18 | 3.17 (0)  | Isis    |
| 19                     | 3.08 (0)      | Agatha  | 20 | 2.83 (0)      | Howard    | 21 | 2.10 (0   | Newton  |
| 22                     | 1.99 (0)      | Zeke    | 23 | 1.81 (0)      | Madeline  | 24 | 1.57 (0)  | Kay     |
| 25                     | 0 (0.645)     | Hali    | 26 | 0.405 (0)     | Xavier    | 27 | 0.367 (0) | Blas    |
| Total: 262.152 (33.34) |               |         |    |               |           |    |           |         |

A Energia ciclônica acumulada (ECA, pela suas siglas em inglês) é uma medida da energia do furacão multiplicado pela longitude do tempo em que existiu; as tempestades de longa duração, bem como furacões particularmente fortes, têm ECA alto. O ECA calcula-se somente a sistemas tropicais que excedem os 34 nós (39 mph, 63 km/h), ou seja, força de tempestade tropical.
As cifras entre parênteses correspondem às tempestades na bacia do Pacífico Central ao oeste de 140°W; os que não estão entre parênteses são para a bacia do Pacífico Oriental. Esta temporada teve o mais alto da Energia ciclônica acumulada de qualquer temporada no registo, com um valor total de 295.492. Os anos de 2015 e 1990 também têm um índice extremamente alto. No entanto, o ano de 2015 teve um índice de 286, que é 9 unidades por abaixo da temporada de 1992 e é o segundo mais alto dentro da bacia, enquanto o 1990 tinha um índice total de 245 unidades sendo o terceiro mais alto.